# Astrid Bärtschi
Astrid Bärtschi-Mosimann (* 24. Mai 1973) ist eine Schweizer Politikerin (Die Mitte, vormals BDP). Sie ist seit dem 1. Juni 2022 Regierungsrätin und Vorsteherin der Finanzdirektion des Kantons Bern.

## Ausbildung und Beruf
Astrid Bärtschi besuchte Schulen in Ostermundigen sowie Bern und absolvierte anschliessend ein Studium der Rechtswissenschaften an der Universität Bern. Von 1999 bis 2017 war sie Geschäftsführerin eines kleineren Unternehmens.

## Politische Laufbahn
Bärtschi wurde 2010 Mitglied der BDP im Kanton Bern. Von 2017 bis 2022 war sie Mitglied des Grossen Gemeinderats von Ostermundigen sowie bis 2020 Mitglied der Geschäftsprüfungskommission. Zuletzt wurde sie 2022 Ratspräsidentin. In der BDP Schweiz war sie von 2017 bis 2020 Generalsekretärin und wurde 2018 zudem Vize-Präsidentin im Kanton. Dieses Amt übte sie nach dem Wechsel zur Mitte von 2021 bis 2022 weiterhin aus. Bei der Mitte Schweiz leitete sie von 2021 bis 2022 die «Kommunikation».
Als Nachfolgerin von Beatrice Simon wurde Bärtschi am 27. März 2022 in den Regierungsrat gewählt. Bärtschis Vertreter ist Christoph Ammann (SP).

## Privates
Bärtschi ist verheiratet und Mutter eines Sohns. Die Familie wohnt in Ostermundigen. Sie reitet und war unter anderem Vize-Präsidentin eines Reitvereins.